# Н̄
Cette page contient des caractères spéciaux ou non latins. S’ils s’affichent mal (▯, ?, etc.), consultez la page d’aide Unicode.
L’enne macron (capitale Н̄, minuscule н̄) est une lettre de l’alphabet cyrillique qui a été utilisée dans l’écriture des langues altaï aux XIXe siècle et XXe siècle. Elle est composée d’un enne avec un macron.

## Utilisations
L’enne macron a été utilisé dans l’écriture des langues altaï dans les alphabets de 1845, 1922 et 1944 comme alternative à l’eng ‹ ҥ ›.

## Représentation informatique
L’enne macron peut être représenté avec les caractères Unicode suivants (cyrillique, diacritiques) :
| formes    | représentations | chaînes de caractères | points de code | descriptions                                        |
| --------- | --------------- | --------------------- | -------------- | --------------------------------------------------- |
| capitale  | Н̄               | Н◌̄                    | U+041D U+0304  | lettre majuscule cyrillique enne diacritique macron |
| minuscule | н̄               | н◌̄                    | U+043D U+0304  | lettre minuscule cyrillique enne diacritique macron |